# Ntoskrnl.exe
ntoskrnl.exe (сокр. от англ. NT OS kernel — «ядро операционной системы NT») — файл ядра операционных систем семейства Windows NT. Он используется с версии Windows NT 3.1 вплоть до Windows 11. Данный исполняемый файл запускается загрузчиком ядра Windows Boot Manager в безопасном режиме. Ядро использует формат исполняемых файлов PE, оно используется в 32-битной версии, в 64-битной используется PE+.
Как только ядро загружено и запущено, оно инициализирует файловую систему, драйвера, аппаратные устройства и подсистему Win32 или Win64. Затем оно загрузит реестр и запустит программу оболочки, после чего пользователь сможет воспользоваться компьютером.
Ядро Windows NT содержит код ядра, исходные тексты различных сообщений, текст синего экрана смерти и прочую информацию, которую можно увидеть с помощью HEX-редактора или дизассемблера.

## Варианты
Различают 4 варианта ядра, которые используются в зависимости от конфигурации компьютера.
- ntoskrnl.exe — однопроцессорное ядро Windows без поддержки режима PAE.
- ntkrnlmp.exe (англ. NT Kernel, Multi-Processor version) — многопроцессорное ядро Windows без поддержки режима PAE.
- ntkrnlpa.exe — однопроцессорное ядро Windows с поддержкой режима PAE.
- ntkrpamp.exe — многопроцессорное ядро Windows с поддержкой режима PAE.

## Расположение
Обычно ядро системы находится в каталоге «Windows/System32». Также оно содержится в каталоге «Windows/SysWOW64» для совместимости со старыми программами.